# Osaczeni
Osaczeni (ang. Entrapment) – amerykańsko-brytyjsko-niemiecki film sensacyjny z 1999 roku w reżyserii Jona Amiela. W rolach głównych wystąpili w nim Sean Connery i Catherine Zeta-Jones.

## Opis fabuły
Robert "Mac" MacDougal (Sean Connery) cieszy się reputacją największego światowego złodzieja dzieł sztuki. Kiedy w Nowym Jorku skradziony zostaje bezcenny obraz pędzla Rembrandta, wszystkie dowody wskazują na Maca. Piękna pani detektyw z towarzystwa ubezpieczeniowego, któremu grożą straty w wysokości 24 milionów dolarów, Virginia "Gin" Baker (Catherine Zeta-Jones) przekonuje swego szefa, Hectora Cruza (Will Patton), by pozwolił jej podążyć tropem gentlemana włamywacza. Obdarzona silną wolą i niezwykle przedsiębiorcza Gin planuje wciągnąć Maca w pułapkę, ten jednak okazuje się sprytniejszy, niż sądziła. Mac i Gin, których - mimo początkowej wzajemnej podejrzliwości - zaczyna łączyć nić wzajemnej sympatii, podróżują z Londynu na wyspy szkockie, a potem do Kuala Lumpur, stolicy Malezji, gdzie najnowsze zdobycze techniki wydają się być w zasięgu ręki. U progu nowego millennium wspólnie opracowują plan skoku, który może im przynieść łup o wartości wielu miliardów dolarów.

## Obsada
- Sean Connery - Robert MacDougal
- Catherine Zeta-Jones - Gin Baker
- Ving Rhames - Thibadeaux
- Will Patton - Hector Cruz
- Maury Chaykin - Conrad Greene
- Kevin McNally - Haas
- Terry O'Neill - Quinn